# Вокло
Вокло (словен. Voklo) — поселення в общині Шенчур, Горенський регіон, Словенія. Висота над рівнем моря: 372 м.